# Rivière à la Marte (vattendrag i Kanada, lat 47,94, long -74,71)
Rivière à la Marte är ett vattendrag i Kanada.   Det ligger i provinsen Québec, i den sydöstra delen av landet, 290 km norr om huvudstaden Ottawa.
I omgivningarna runt Rivière à la Marte växer i huvudsak blandskog. Trakten runt Rivière à la Marte är nära nog obefolkad, med mindre än två invånare per kvadratkilometer.